# Sinagoga Beth-El di New York
Lo sinagoga Beth-El di New York, così chiamata dal nome della congregazione che la edificò nel 1891 e che per prima la utilizzò, era una delle maggiori sinagoghe monumentali di New York. Oggi scomparsa, era situata sulla Fifth Avenue all'angolo con la 76th Street. Fu demolita nel 1947.

## La storia
La congregazione ebraica riformata Beth-El si era costituita a New York nel 1874.
Nel 1891 costruì sulla Fifth Avenue come propria sinagoga un massiccio edificio monumentale. Era uno degli edifici sinagogali più grandi allora presenti in città.
L'architetto Arnold Brunner disegnò un edificio in stile neoromanico con influenze neomoresche. L'esterno era dominato dai torrioni quadrati della facciata e soprattutto dalla grande cupola dorata sopra l'ingresso. L'interno aveva un impianto basilicale a tre navate su alte colonne, con ricche ed elaborate decorazioni.
Per decenni la sinagoga, inaugurata il 18 settembre 1891, fu sede della congregazione riformata Beth-El. L'11 aprile 1927 la congregazione si unì formalmente alla congregazione Emanu-El nel progetto di costruzione della nuova sinagoga Emanu-El di New York, che fu inaugurata il 10 gennaio 1930. Contrariamente a quanto avvenuto alla sinagoga vecchia Emanu-El di New York, la sinagoga Beth-El non fu subito venduta e demolita. La si continuò ad utilizzare come luogo aggiuntivo di culto, specie in occasione delle festività maggiori, Durante la seconda guerra mondiale fu messa anche a disposizione come luogo di raccolta per l'esercito. L'utilizzo per il culto cessò definitivamente nel 1946 e nel 1947 fu demolita.
A ricordo del vecchio edificio rimangono solo le foto e i disegni d'epoca.